# Ханна, Джейк
Джейк Ханна (англ. Jake Hanna; 4 апреля 1931, Роксбери — 12 февраля 2010, Лос-Анджелес, Калифорния) — американский джазовый барабанщик.
Он родился в Роксбери, штат Массачусетс, США. Ханна впервые выступил в Бостоне, штат Массачусетс. Он был барабанщиком в местном ночном клубе Storyville в 1950-х и 1960-х годов. он играл с Тосико Акиёси (1957), Мейнардом Фергюсоном (1958), Мэриэн Макпартлэнд (1959-61), оркестром Вуди Германа (1962-64). В составе оркестра Морта Линдси участвовал в записи концертного альбома Джуди Гарленд Judy at Carnegie Hall, который получил премию «Грэмми». Ханна был одним из самых востребованных сессионных барабанщиков своего времени, в частости долгое время работал на лейбле Concord Jazz.
Ханна скончался 12 февраля 2010 года в Лос-Анджелесе от осложнений, вызванных заболеванием крови. 